# Bumeráng-generáció
A bumeráng generáció a nyugati kultúrában a 21. században érettségiző fiatal felnőttekre alkalmazott kifejezés. Azért kapták ezt a nevet, mert a fiatalok egy része a szüleivel közös lakást választ, miután korábban egyedül élt - tehát bumerángként térnek vissza a szüleik lakhelyére. Ez az elrendezés sokféle formát ölthet, a felnőttkor előtti nagyfokú függőséget tükröző helyzetektől a nagymértékben független, külön háztartásban élőkig.
A kifejezés csak az e korosztályba tartozó, ténylegesen hazatérő tagokra, nem pedig az egész generációra utalhat. Mivel az otthonmaradási gyakorlatok gazdasági osztályonként eltérőek, a fogalom leginkább a középosztály tagjaira alkalmazható.

## Bevezetés
Az Amerikai Egyesült Államokban és néhány más iparosodott kultúrában hagyományosnak számító "üres fészek" szülői elvárás az 1990-es években és a 2000-es években egyre inkább átadta helyét a "zsúfolt fészek" valóságának. Ez utóbbi kifejezést Kathleen Shaputis 2004-ben megjelent The Crowded Nest Syndrome (A zsúfolt fészek szindróma) című könyve tette népszerűvé: Surviving the Return of Adult Children, amely kritikusan szemléli ezt a tendenciát.
Roderic Beaujot, a University of Western Ontario professzora hosszasan tárgyalja a késleltetett otthonmaradás jelenségét. Idézi a kanadai népszámlálási statisztikákat, amelyek szerint 1981-ben a 20-29 éves kanadaiak 27,5%-a élt a szüleivel, 2001-ben ez az arány 41%-ra nőtt.. Az Egyesült Államokban a szüleikkel élő 20-34 éves felnőttek aránya az 1960-as 9%-ról 2000-re közel 17%-ra nőtt. Az amerikai népszámlálási adatok ugyanakkor arra is utalnak, hogy a szülőkkel együtt élő felnőttek aránya 1981 óta állandó. 2005 (14%) és 2011 (19%) között az Egyesült Államok Népszámlálási Irodája 5 százalékpontos növekedést jelentett a szüleikkel együtt élő fiatal férfiak (24-34 évesek) számában. Ugyanebben az időszakban a szüleikkel élő fiatal nők száma a 2005-ös 8%-ról 2011-re 10%-ra nőtt.
E generáció felnőtté válása egybeesik a 2000-ben a tőzsdei buborék összeomlásával kezdődő gazdasági visszaeséssel. Ez 2004-ig növekvő munkanélküliséghez vezetett, ugyanabban az időben, amikor ez a generáció a középiskola vagy a főiskola elvégzése után belépett a munkaerőpiacra. Ráadásul az új gazdaságban, ahol a globalizáció okozta jelenségek, mint például a kiszervezés, sok munkahelyet megszüntettek, a reálbérek az elmúlt húsz évben csökkentek, és a főiskolai diploma már nem biztosít munkahelyi stabilitást.
Emellett a 2007-2008-as pénzügyi válsággal, amely a világ nagy részét sújtotta, sok fiatal vagy elbocsátásra került, vagy nem tudta többé megengedni magának, hogy egyedül éljen. A hazaköltözés lehetővé teszi számukra a fizetetlen szakmai gyakorlatok és a további iskolai tanulmányok lehetőségét anélkül, hogy a piaci árú bérleti díj fizetésének terhei (vagy egyáltalán a bérleti díj fizetése) terhelnék őket.
A válási arányok növekedése, valamint a kezdeti házasságkötések késése szintén hozzájárulnak ahhoz, hogy a fiatal felnőttek visszatérnek a szüleikhez.
Ez a generáció abban különbözik a korábbiaktól, hogy sok tagja arra számít, hogy néhány évig a szüleivel marad, miközben fenntartja saját társadalmi és szakmai életét. A Bumeráng-generáció legtöbb tagja számára az otthonmaradás továbbra is prioritás marad, bár az anyagi terhek (és a szüleik otthonában lévő pénzügyi stabilitás nyújtotta kényelem) gyakran késlelteti e cél megvalósulását.

## Trend
A bumeráng-hatás/késleltetett otthonmaradás jelensége jelentős kutatást és vitát váltott ki, beleértve a neves egyetemeken végzett tudományos tanulmányokat; olyan teljes hosszúságú könyveket, mint a Christina Newberry által írt The Hands-On Guide to Surviving Adult Children Living at Home; országos újságokban megjelent cikkeket; dokumentumfilmeket, mint a Generation Boomerang; és nagyjátékfilmeket, mint a Failure to Launch (2006) Matthew McConaughey főszereplésével.

## Támogatás
A jelenséget elsősorban a gazdasági instabilitás indokolja, ahogyan azt Kimberly Palmer 2007-es U.S. News & World Report cikke, a "The New Parent Trap: More Boomers Help Adult Kids out Financially" (Az új szülői csapda: több boomer segít a felnőtt gyerekeknek anyagilag) megfogalmazza.. Különösen a Boomeranger kifejezést használták, hogy utalást tegyenek a Bumeráng-generáció azon Gen-X és Gen-Y tagjaira, akik vagy visszatértek korábbi, szerényebb életmódjukhoz, vagy egyszerűen hazaköltöztek a szülőkhöz és más szeretteikhez, válaszul a nagy recesszióra. Ahol a fiatalok és a szüleik el tudják viselni ezt a megállapodást, ott ez óriási pénzügyi könnyebbséget jelent a fiatalnak. Az ilyen együttélés értékes biztosítási formát jelenthet, különösen a szegényebb családokból származó fiatalok számára. A szülők számára is biztosíthat nem elhanyagolható jövedelmet, bár sok kultúrában a boomeranger megtartja a rendelkezésre álló jövedelmének egészét vagy majdnem egészét a diszkrecionális bevásárlásokra.
Bár a generációk közötti együttélés a modern, iparosodott nyugati társadalmakban sokak számára ismeretlen fogalom, és ezért kihívást jelent, azok, akik megpróbálkoznak vele, profitálhatnak a tapasztalatból. Ez a megállapodás minden érintettet arra kényszerít, hogy olyan módon kommunikáljon és tárgyaljon, ahogyan azt nem tette, amikor a gyerekek még nem voltak felnőttek. A legjobb esetben ez egészséges felnőttkori kapcsolatokhoz vezethet a szülők és a gyermekek között.
Ez előnyös lehet a szülőknek, amikor elérik az idős kort. Azokban a társadalmakban, ahol gyakori, hogy a gyermekek felnőttkorukig a szüleikkel élnek, például az ázsiai és a spanyolajkú kultúrákban, a gyermekek gyakrabban gondoskodnak az idősödő szülőkről, minthogy a felelősséget harmadik félre, például egy idősotthonra hárítsák. Hogy a Bumeráng-generáció követi-e majd ezt a példát, még nem tudni, ahogy az idősebb Baby Boom generáció öregszik. A recesszió a Baby Boomereket is érintette, talán még jobban, mint a gyermekeiket, mivel sokan jelentős befektetéseket és nyugdíjcélú megtakarításokat veszítettek el. Ebben az esetben a szülők és felnőtt gyermekeik együttélése kölcsönösen előnyös lehet az anyagi terhek enyhítése szempontjából. Míg a boomerangerek ingyen lakhatnak albérletben, gyakori, hogy cserébe más pénzügyi kötelezettségeket is vállalnak, például az élelmiszer- vagy közüzemi szolgáltatásokért.
2014-ben a 20-as és korai 30-as éveikben járó felnőttek 20%-a lakott a szüleivel, ami kétszerese az előző generációhoz képest. Bár a szülői támogatás szükségességének számos okát említik, az egyik legnagyobb hozzájáruló tényezőnek a diákhitel-adósságot tartják. A 25 éves főiskolát végzettek 45%-a jelenleg 20 000 dollárral vagy annál nagyobb összeggel tartozik. Egyes családok esetében a 2000-es évek közepének pénzügyi instabilitása a felsőoktatásra szánt pénzeszközök csökkenését okozta, így csökkent a szülői pénzügyi hozzájárulás, és több kölcsönre volt szükség az oktatási költségek fedezésére. És bár a diákhiteleket egyre gyakrabban a diák nevére veszik fel, néhány szülő, aki hitelt vett fel, jelentős adóssággal néz szembe, és most a felnőtt gyermekeikre támaszkodik, hogy pénzügyi segítséget nyújtsanak, amíg ők törlesztik a hiteleket.

## Ellenvélemények
A boomeranging gyakorlatának kritikusai, mint például Shaputis, aggódnak amiatt, hogy ez a trend negatív hatással van a gyermekek pénzügyi és társadalmi függetlenségére.
Azok, akik hazatérnek a főiskolai kollégiumi élet korlátlan természetéből, nehezen tudnak újra alkalmazkodni a szüleik otthoni elvárásaihoz. Ahol a lakótér közös, ott a barátokkal való összejövetelek gyakorisága vagy terjedelme korlátozott lehet. A randevúzás is hasonlóan korlátozott, és a fiatal felnőtteknek a szüleiktől való független működésre való érzékelt képtelenségének megbélyegzése is ronthatja.